# پلزنت ولی، شهرستان پاپ، آرکانزاس
پلزنت ولی (به انگلیسی: Pleasant Valley) یک منطقهٔ مسکونی در ایالات متحده آمریکا است که در شهرستان پوپ، آرکانزاس واقع شده‌است. پلزنت ولی ۱۶۰٫۰۲ متر بالاتر از سطح دریا واقع شده‌است.